# Lorenzo Artale
Lorenzo Artale (* 23. Januar 1931 in Avola; † 29. Oktober 2002 in Rom) war ein italienischer Drehbuchautor, Filmregisseur und Schauspieler.

## Leben
Artale war Schüler der von Pietro Sharoff geleiteten Schauspielakademie in den Jahren 1956 bis 1959, wo er zunächst Schauspielkurse besuchte. Er spielte für Bühne, Film und in Radioübertragungen, konzentrierte sich aber bald auf Regie- und Drehbucharbeiten. Sein erster eigener Film entstand 1964. Die Groteske Edipeon und seine beiden Filme aus dem Jahr 1971 spiegeln die gesellschaftlichen Gegebenheiten der Entstehungszeit wider. Seine kompromisslose Haltung, sich nicht dem Publikumsgeschmack unterzuordnen, wurde gelobt, führte aber zum Ausbleiben weiterer Filmangebote. Artale wandte sich daraufhin der Synchronregie zu und gründete 1985 die eigene Libera Accademia di Arti Sceniche. Bald wurde er (bis 1994) Direktor der Accademia Pietro Sharoff und arbeitete bis zu seinem Tod als Schauspieler und Theaterregisseur.
Seine Heimatstadt vergibt seit 2003 einen nach dem Künstler benannten Theaterpreis.

## Filmografie (Auswahl)
- 1964: Quei pochi giorni d'estate
- 1970: Edipeon
- 1971: Vivi ragazza vivi!
- 1971: I pugni di Rocco